# Pacific Life Open 2006

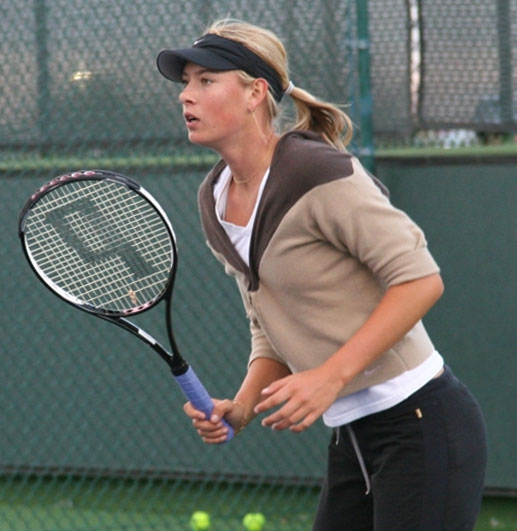
Победительница в женском одиночном разряде — россиянка Мария Шарапова.

Pacific Life Open 2006 — профессиональный теннисный турнир, в 30-й раз проводившийся в небольшом калифорнийском городке Индиан-Уэллсе на открытых хардовых кортах. Мужской турнир входил в серию Masters, а женский — в серию турниров 1-й категории. Калифорнийский турнир открывает мини-серию из двух турниров, основная сетка которых играется более 1 недели (следом прошёл турнир в Майами). Соревнования были проведены на кортах Indian Wells Tennis Garden — с 6 по 19 марта.
Прошлогодние победители:
- мужчины одиночки —  Роджер Федерер.
- женщины одиночки —  Ким Клейстерс.
- мужчины пары —  Даниэль Нестор /  Марк Ноулз.
- женщины пары —  Вирхиния Руано Паскуаль /  Паола Суарес.

## Соревнования

### Одиночный турнир

#### Мужчины
Роджер Федерер обыграл  Джеймса Блейка со счётом 7-5, 6-3, 6-0.
- Федерер выигрывает свой 3й одиночный титул в сезоне и 36й за карьеру на соревнованиях тура ассоциации. На этом турнире он побеждает в 3й раз подряд.
- Блейк выходит в свой 3й в году и 10й за карьеру одиночный финал на соревнованиях тура ассоциации. Это его дебютный финал на турнирах серии ATP Мастерс в одиночном разряде.

#### Женщины
Мария Шарапова обыграла  Елену Дементьеву со счётом 6-1, 6-2.
- Шарапова выигрывает свой 1й одиночный титул в сезоне и 15й за карьеру на соревнованиях тура ассоциации.
- Шарапова стала первой теннисисткой из России кто сумел победить на этом турнире в одиночных соревнованиях.
- Дементьева выходит в свой 2й в году и 16й за карьеру одиночный финал на соревнованиях тура ассоциации.

### Парный турнир

#### Мужчины
Даниэль Нестор /  Марк Ноулз обыграли  Боба Брайана /  Майка Брайана со счётом 6-4, 6-4.
- Нестор выигрывает свой 2й в сезоне и 43й за карьеру парный титул в туре ассоциации.
- Ноулз выигрывает свой 2й в сезоне и 41й за карьеру парный титул в туре ассоциации.
- Пара Нестор и Ноулз выиграли на этом турнире 4й титул (до этого в 1997, 2002 и 2005 году).

#### Женщины
Лиза Реймонд /  Саманта Стосур обыграли  Вирхинию Руано Паскуаль /  Меганн Шонесси со счётом 6-2, 7-5.
- Реймонд выигрывает свой 3й в сезоне и 53й за карьеру парный титул в туре ассоциации.
- С разными партнершами американка выигрывает этот турнир уже в 5й раз (до этого в 1994-95, 2002-03 годах).
- Стосур выигрывает свой 3й в сезоне и 10й за карьеру парный титул в туре ассоциации.